# Bouar
Bouar é uma cidade localizada no oeste da República Centro-Africana, próxima à fronteira com Camarões. É a capital da prefeitura de Nana-Mambéré. Sua população era de 40 353 habitantes em 2003, data do último censo oficial do país.
A cidade está situada em um planalto a quase 1.000 metros acima do nível do mar e é conhecida por abrigar o Campo Leclerc, uma base militar francesa.
Bouar é famosa por seus megalitos, com cerca de setenta grupos dessas formações rochosas localizadas na cidade e nas áreas ao norte e leste. Os Megalitos de Bouar, datados do final do Neolítico (c. 3500–2700 a.C.), foram adicionados à lista preliminar do Patrimônio Mundial da UNESCO em 2006, na categoria Cultural. O nome da cidade vem da palavra gbaya para feijão, hbouar.

## História
Centenas de megalitos de granito foram erguidos ao redor de Bouar durante o final da Idade da Pedra por uma antiga sociedade agrícola. Esses monumentos são conhecidos como tanzunu na língua gbaya. Os gbayas se estabeleceram na região por volta do século XVI, e a cidade de Bouar foi fundada por volta de 1840 pelo chefe Bogbafeï, no local de um campo de feijões. Seu neto, Mbarta, chefiou a comunidade entre 1904 e 1916 e é lembrado como um herói local.
Durante o período colonial, Bouar foi ocupada pelos franceses em 1882 e integrada ao Congo Francês em 1894. Em 1911, a região foi cedida à Alemanha pelo Acordo Marrocos-Congo, tornando-se parte da colônia de Neukamerun, até ser reconquistada pela França durante a Primeira Guerra Mundial. Os alemães haviam estabelecendo-se na cidade em 1913, construindo um posto militar e uma estrada. Em 1928, Bouar passou a fazer parte da colônia francesa de Ubangui-Chari.[carece de fontes?]
Na década de 1920, o centro colonial da cidade foi ocupado e incendiado por rebeldes gbayas durante a rebelião Kongo-Wara, um dos maiores movimentos de resistência à dominação francesa na região. Em 1948, Bouar tornou-se o centro administrativo da prefeitura de Ouham-Pendé, substituindo Bozoum. Posteriormente, a parte ocidental da prefeitura foi reorganizada como Nana-Mambéré, com Bouar como capital. A eletricidade chegou à cidade em 1952, e em 1960, com a independência da República Centro-Africana, Bouar manteve seu papel estratégico na região.[carece de fontes?]